# 10 germinal
10 ventôse 10 floréal
Le décadi 10 germinal, officiellement dénommé jour du couvoir, est le 190e jour de l'année du calendrier républicain.
C'était généralement le 30e jour du mois de mars dans le calendrier grégorien.